# Sambar jednobarwny
Sambar jednobarwny, sambar indyjski (Rusa unicolor) – gatunek ssaka parzystokopytnego, największy w południowej Azji przedstawiciel rodziny jeleniowatych. Nazywany jest również jeleniem końskim (z powodu gęstych, długich włosów na ogonie).

## Występowanie i biotop
Obecny zasięg występowania gatunku obejmuje Półwysep Indyjski, Cejlon, Półwysep Indochiński, południowe Chiny, Sumatrę i Borneo. Jego siedlisko to wilgotne lasy i tereny trawiaste. Preferuje lasy na zboczach gór, w pobliżu pól uprawnych. Został z powodzeniem introdukowany w Australii, Nowej Zelandii i w kilku stanach USA.

## Charakterystyka ogólna

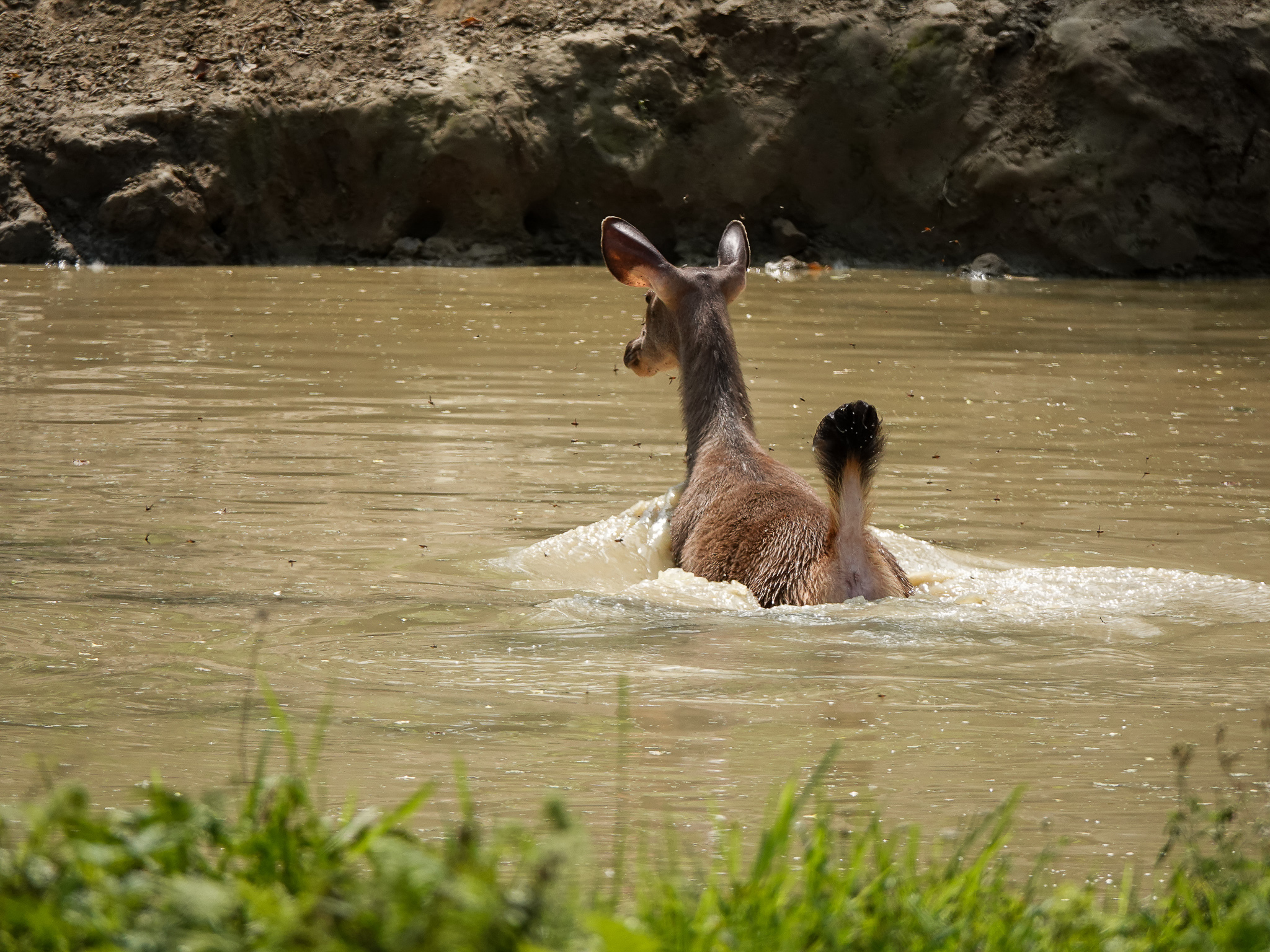
Dorosła samica przeprawiająca się przez zbiornik wodny

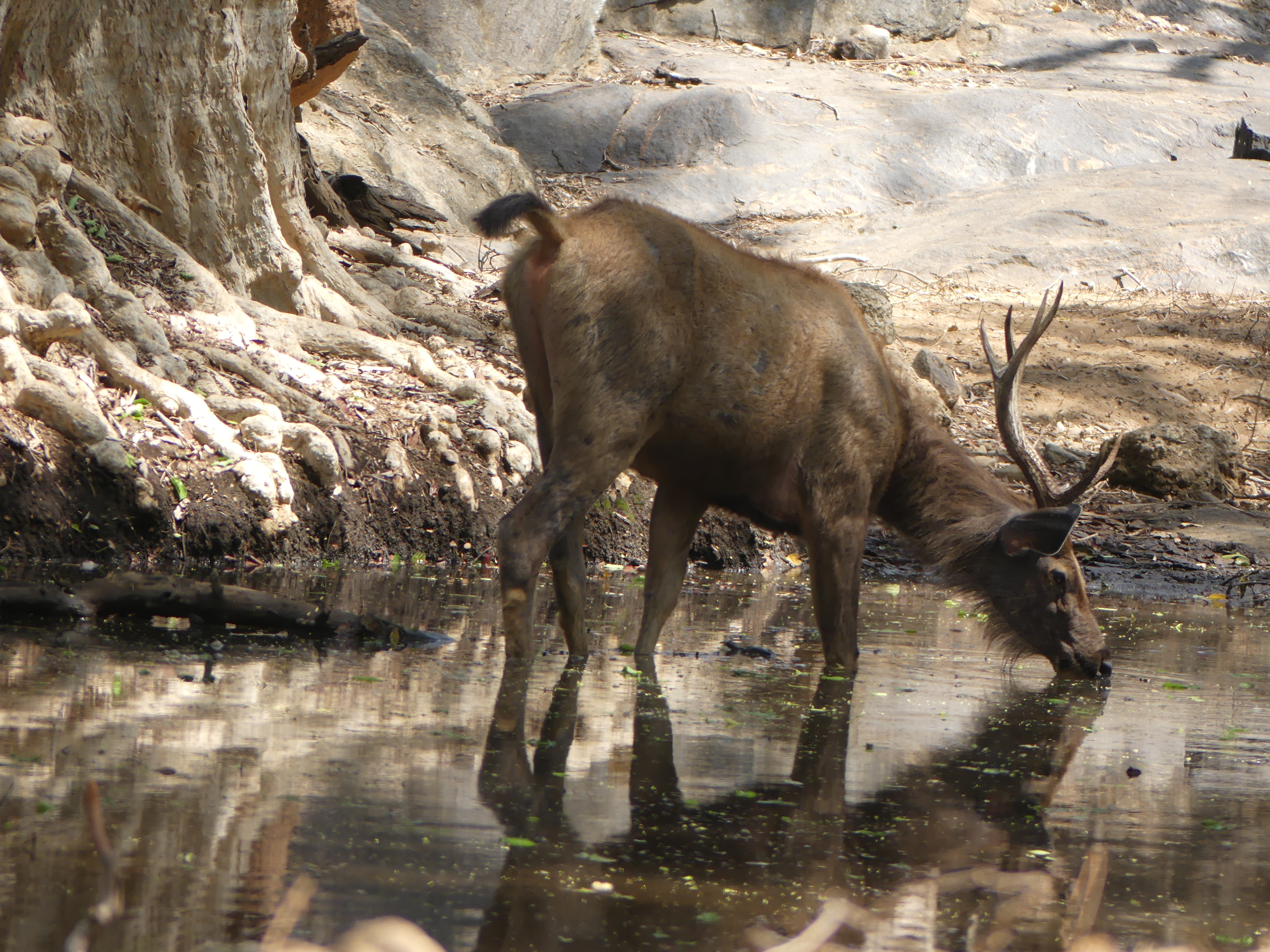
Pojący się samiec

| Podstawowe dane         | Podstawowe dane                  |
| ----------------------- | -------------------------------- |
| Długość ciała           | 170–270 cm                       |
| Wysokość w kłębie       | 90–150 cm                        |
| Ogon (kwiat)            | 22–35 cm                         |
| Masa ciała              | 100–350 kg                       |
| Dojrzałość płciowa      | ok. 2 lat                        |
| Okres godowy            | listopad–grudzień                |
| Ciąża                   | 8 miesięcy                       |
| Liczba młodych w miocie | 1                                |
| Długość życia           | 16–20 lat, w niewoli do 24,5 lat |
| Liczba chromosomów      | 2n= ? zobacz opis w tekście      |

### Wygląd
Sambar jednobarwny jest dużym jeleniem osiągającym do 350 kg masy ciała i do 150 cm wysokości w kłębie. Ubarwienie ciała brązowe z szarym odcieniem do brunatnoczarnego. Sierść  samców ciemnieje z wiekiem do prawie czarnej. Poroże sambara indyjskiego – o długości 60–100 cm, zwykle z trzema rozgałęzieniami – jest największym porożem wśród południowoazjatyckich jeleniowatych. Na karku i szyi samców wyrasta grzywa. Jaśniejszy spód ogona służy jako sygnał alarmowy – po uniesieniu ogona sambar odsłania białe futro ostrzegając inne osobniki przed niebezpieczeństwem. Sambary mają bardzo dobry słuch i węch. Dobrze pływają.

### Tryb życia
Prowadzą nocny tryb życia. Samce są samotnikami. Samice z młodymi łączą się w luźne grupy. Żywią się różnymi gatunkami traw, liśćmi i owocami krzewów i drzew. Żyją 16–20 lat, a zanotowany rekord długości życia wynosi 24,5 roku.

### Rozród
Okres godowy sambarów jednobarwnych przypada na przełomie listopada i grudnia. Samce są wówczas bardzo agresywne wobec siebie i wykazują terytorializm. Samice zbierają się w stada do 8 osobników. Sambary indyjskie są gatunkiem poligamicznym.
Ciąża trwa zwykle 240 dni. Samica rodzi zwykle jedno młode ważące ok. 10 kg. Narodziny dwóch młodych zdarzają się bardzo rzadko. U młodych nie występują cętki. Młode sambary przez kilka dni pozostają w ukryciu, następnie podążają za nią dołączając do stada. Pozostają przy matce przez około 7 miesięcy. Pełną samodzielność uzyskują po osiągnięciu roku życia.

## Podgatunki
W zależności od autora wyróżnianych jest od 6–15 podgatunków sambara jednobarwnego:
- R. unicolor brookei
- R. unicolor cambojensis
- R. unicolor dejeani
- R. unicolor equina
- R. unicolor hainana
- R. unicolor swinhoii
- R. unicolor unicolor

Liczba chromosomów u sambara jednobarwnego nie została jednoznacznie określona. Badacze określili różne wartości: 2n=58, 64 lub 65 i 62

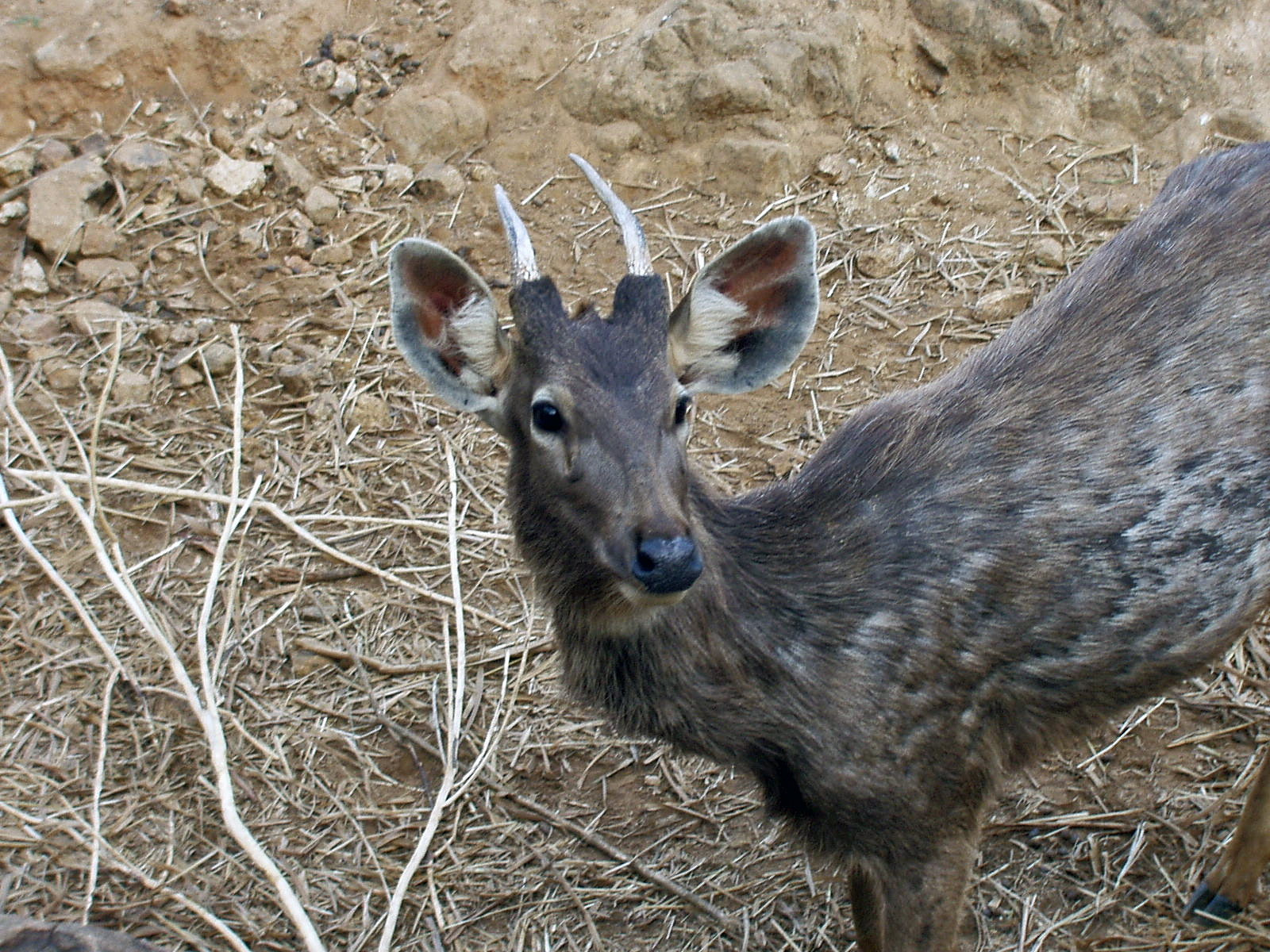
Sambar indyjski w zoo, Ćennaj, Indie

## Znaczenie
Sambary stanowią ulubiony pokarm tygrysów. Przez ludzi są poławiane dla mięsa, skór i poroży.

## Zagrożenia i ochrona
Sambar indyjski należy do gatunków pospolitych. Nie jest objęty konwencją waszyngtońską CITES. W Czerwonej księdze gatunków zagrożonych Międzynarodowej Unii Ochrony Przyrody i Jej Zasobów został zaliczony do kategorii VU .